# 河南河流列表
河南河流列表，列舉全部或部分在河南省境內的河流，並依照流域排列；支流則由河口至源頭排序。

## 長江水系
- 長江
  - 漢水
    - 唐白河
      - 唐河：跨省河流，下游位於湖北境內。
        - 泌陽河

      - 白河：跨省河流，下游位於湖北境內。
        - 刁河
        - 湍河
          - 趙河

        - 潦河

    - 丹江：跨省河流，上游位於陝西境內，下游位於湖北境內。
      - 淅川
      - 淇河

## 淮河水系
- 淮河
  - 懷洪新河
    - 澮河
      - 東沙河：跨省河流，下游位於安徽境內。
      - 包河：跨省河流，中游一度進入安徽境內，復回河南境內，下游則位於安徽境內。

  - 渦河：跨省河流，下游位於安徽境內。
    - 惠濟河：跨省河流，下游位於安徽境內。

  - 西淝河：跨省河流，下游位於安徽境內。
  - 潁河：跨省河流，下游位於安徽境內。
    - 泉河：跨省河流，下游位於安徽境內。
      - 汾河
      - 泥河

    - 茨河：跨省河流，下游位於安徽境內。
    - 新蔡河
    - 賈魯河
    - 沙河
      - 澧河
      - 泥河
      - 灰河
      - 北汝河

  - 史灌河：跨省河流，下游為河南、安徽界河。
    - 史河：跨省河流，上游位於安徽境內。
    - 灌河

  - 白露河
  - 洪河：跨省河流，下游為河南、安徽界河。
    - 汝河
      - 臻頭河

  - 潢河
  - 寨河
  - 竹竿河：跨省河流，上游位於湖北境內。
  - 溮河
  - 游河：跨省河流，上游位於湖北境內。

## 黃河水系
- 黃河
  - 金堤河：跨省河流，下游為河南、山東界河。
  - 沁河：跨省河流，上游位於山西境內。
    - 濟河
    - 丹河：跨省河流，上游位於山西境內。

  - 洛河：跨省河流，上游位於陝西境內。
  - 弘農澗
  - 伊水

## 海河水系
- 海河
  - 子牙河
    - 南運河
      - 衛河：跨省河流，下游流入河北，其後為河北、山東界河。
        - 淇河：跨省河流，上游位於山西境內。